# Запорізька операція (1943)
Запорізька наступальна операція (10—14 жовтня 1943) — наступальна операція радянських військ у ході німецько-радянської війни, що проводилася силами двох фронтів у ході Битви за Дніпро з метою ліквідації запорізького плацдарму німців і визволення міста Запоріжжя. Плацдарм охороняла 1-а танкова армія групи армій «Південь», 5 піхотних, 1 моторизована дивізія, окремий танковий батальйон, 2 штурмові дивізії, гармати і інші частини.

## Підготовка до бою
До проведення операції зі складу Південно-Західного фронту залучалися 3-а і 8-а гвардійські і 12-а армії, також 17-а повітряна армія. Головні зусилля були на 8-ій гвардійській армії. Перевага у співвідношенні сил до початку операції було в Червоній Армії: піхота — 2,2:1; артилерія — 2,1:1; танки — 1,6:1. Військам, безперервно наступаючим з серпня 1943 не вистачало боєприпасів. Через це до 40 % всієї артилерії при прориві оборони висувалися в бойові порядки піхоти і танків для стрільби прямою наводкою.

## Операція
Після чотириденних боїв війська фронту прорвали зовнішній обвід і проміжний рубіж оборони. 13 жовтня вийшли на ближні підступи до Запоріжжя. Малиновський вирішив вночі оволодіти містом. На захоплення кинули понад 20 танків і САУ. В 22:00 того ж дня почався штурм. 3-а гвардійська армія наступала з північного сходу. 8-а гвардійська армія вдарила в район с. Мокра (нині в межах Запоріжжя). Наступаючи з південного-сходу, частини 23 танкового корпусу в 2 години ночі увірвалися на південну околицю міста. Вибивши німців з південної частини міста, танки з десантами піхоти 59-ї гвардійської дивізії прорвалися в його центр. Незважаючи на запеклий опір німців місто до кінця дня звільнили. У п'ятиденних боях гітлерівці втратили 23 000 солдатів і офіцерів, понад 160 танків і штурмових гармат, 430 гармат і мінометів. Допомогу у проведенні операції надали місцеві партизани і підпільники.

## Результати операції
Стрімкий наступ Червоної армії врятував від повторного знищення Дніпрогес. Радянські війська, захопивши Запорізький плацдарм, отримали можливість наступати на Кривий Ріг. Південний фронт вийшов у фланг і тил мелітопольського угруповання німецьких військ, до пониззя Дніпра і ізолював (від материка) Крим. Особливо відзначилися при визволенні Запоріжжя 31-а частина, якій присвоєно почесну назву «Запорізька»; 5 стрілецьку, 2 авіаційну і 2 танкові дивізії, бригади нагородили орденами Червоного Прапора.